# Ivo Wynants
Ivo Wynants (Merksem, 12 december 1951) is een Belgisch voormalig politicus voor de N-VA. Hij was burgemeester van Wijnegem.

## Levensloop
Beroepshalve was Wynants sinds 2000 directeur van het gemeentelijk sportcentrum te Wijnegem. Hieraan voorafgaand was hij badmeester van het lokale zwembad.
Bij de lokale verkiezingen van 2012 kwam zowel hij als de partij N-VA voor de eerste keer op in Wijnegem. Wynants behaalde als lijsttrekker voor de N-VA-kieslijst 499 voorkeursstemmen. Na de verkiezingen werd hij aangesteld als burgemeester, hij leidt een coalitie van N-VA en Durf!. Na de gemeenteraadsverkiezingen van 2018 bleef Wynants burgemeester van Wijnegem in een coalitie van N-VA en Durf!. Hij kondigde aan in september 2021 ontslag te nemen als burgemeester ten voordele van partijgenote Leen Wouters.